# ربك

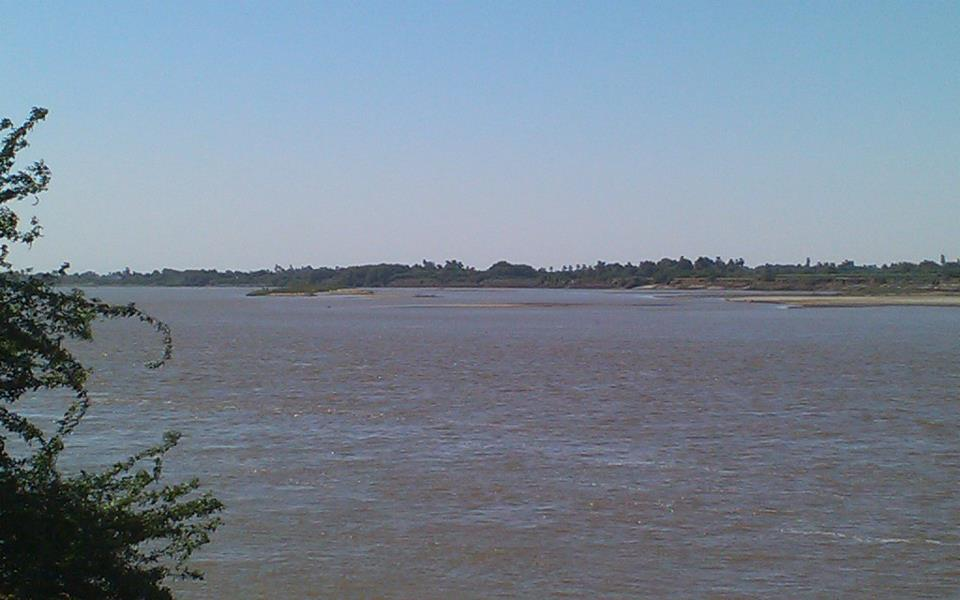

رَبَكْ هي مدينة تقع جنوب ولاية النيل الأبيض على الضفة الشرقية للنيل الأبيض والذي يفصلها عن مدينة كوستي وترتبط بها عن طريق إثنين من الجسور، إحداهما للسكك الحديدية.

## الجغرافيا

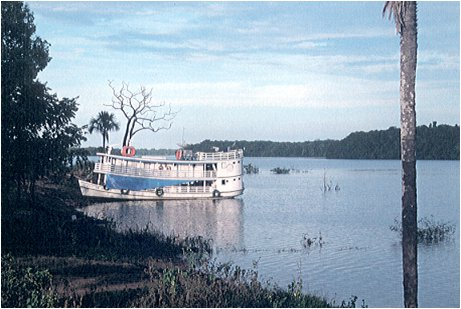
ربك/ السودان

تقع على ارتفاع 362 متر عن سطح البحر و على بعد 260 كيلومتر (162 ميل) جنوب الخرطوم و تبعد حوالي 340 كيلومتر (211 ميل) غرباً من الحدود الإثيوبية السودانية.
- خارطة هطول الأمطار - الارتفاع = 375 متر (النقاط الحمر تمثل خطوط السكة الحديد)

## النمو السكاني
| سنة          | سكان    |
| ------------ | ------- |
| 1973 (إحصاء) | 18.399  |
| 1983 (إحصاء) | 26.693  |
| 1993 (إحصاء) | 59.261  |
| 2007 (تقدير) | 152.711 |
| 2008 (إحصاء) | 147,365 |

## مميزات المدينة
- عاصمة الولاية
- ملتقى طرق بين الشمال والجنوب والغرب والشرق لكافة المحليات والولايات.
- وجود البترول في جنوب المحلية.
- وجود سوق للمحاصيل والماشية.
- تحتل المرتبة الأولى في صناعة الإسمنت في ولاية النيل الأبيض (مصنع إسمنت ربك).
- تتوفر على الحجر الجيري في جنوب المدينة.
- عدد من البنوك التجارية ( 9 ) فـرع.
- بها محطة أم دباكر الحرارية لتوليد الكهرباء.
- صومعة ربك للغلال ومحلج للاقطان. .
- بها كلية الهندسة جامعة الإمام المهدي وكلية دراسات المجتمعي.[3]